# Beatriz de Champaña, infanta de Navarra
Beatriz de Navarra o de Champaña (1242-1295) era hija de Teobaldo I de Navarra y su tercera esposa Margarita de Borbón. Entre sus hermanos estuvieron Teobaldo II de Navarra y Enrique I de Navarra. También es conocida como Beatriz de Champaña.
Beatriz se casó con Hugo IV, duque de Borgoña, una carta datada en noviembre de 1258 confirma esto. La pareja se casó diez años después de la muerte de la primera esposa de Hugo, Yolanda de Dreux. Al casarse, Beatriz fue nombrada Dame de l'Isle-sous-Montréal así como se convirtió en duquesa consorte de Borgoña. 
Hugo y Beatriz tuvieron los siguientes hijos:
- Hugo, vizconde de Avallon (1260-1288), se casó con Margarita de Borgoña, hija de Juan I de Borgoña, conde palatino.
- Margarita, dama de Vitteaux (m. 1300), se casó en 1272 con Juan de Chalon, señor de Arlay (1259-1316).
- Juana (m. 1295)
- Beatriz, señora de Grignon (h. 1260-1329), se casó con Hugo XIII, conde de La Marche.
- Isabel de Borgoña, señora de Vieux-Château (1270-1323), se casó con Rodolfo I de Habsburgo.

El hijo de Beatriz Hugo no sucedió a su padre porque Hugo IV tenía otro hijo, Roberto, por su matrimonio con Yolanda de Dreux. Hugo IV murió en 1271 y fue sucedido por Roberto. Después de que su marido muriera, ella se retiró al castillo de l'Isle-sur-Serein. Litigó con su hijastro Roberto, y reclamó la protección de Felipe II de Francia. Beatriz murió después de julio del año 1295 en el castillo de Villaines-en-Duesmois, Côtes d'Or.